# Le Désir de chaque femme
Pour plus de détails, voir Fiche technique et Distribution.
Le Désir de chaque femme ou Une femme à aimer (A Lady to Love) est un film américain réalisé par Victor Sjöström, sorti en 1930.

## Synopsis
Tony, un vigneron italien prospère en Californie, fait de la publicité pour trouver une jeune femme, faisant passer une photo de son bel homme embauché, Buck, pour lui-même. Lena, une serveuse de San Francisco, accepte l’offre, et bien qu’elle soit désillusionnée en découvrant la vérité, elle va jusqu’au bout du mariage à cause de son désir d’avoir une maison et en partie à cause de sa faiblesse pour Buck, dont les efforts pour l’éloigner de Tony confirment son amour pour son mari.

## Fiche technique
- Titre original : A Lady to Love
- Titre français : Le Désir de chaque femme ou Une femme à aimer
- Réalisation : Victor Sjöström
- Scénario : Sidney Howard, d'après sa pièce They knew what they wanted
- Direction artistique : Cedric Gibbons
- Costumes : Adrian
- Photographie : Merritt B. Gerstad
- Pays de production :  États-Unis
- Langue : Anglais, Italien
- Format : Noir et blanc - 1,37:1 - Mono
- Genre : Drame
- Durée : 92 minutes
- Dates de sortie :
  - États-Unis : 28 février 1930
  - Finlande : 8 septembre 1930
  - Danemark : 14 septembre 1930
  - Irlande : 21 novembre 1930
  - France : 7 mai 1931

## Distribution
- Vilma Bánky : Lena Shultz
- Edward G. Robinson : Tony
- Robert Ames : Buck
- Richard Carle : Postman
- Lloyd Ingraham : Père McKee
- Anderson Lawler
- Gum Chin
- Henry Armetta : Angelo
- George Davis : Giorgio

## Autour du film
- Sjöström a réalisé une version allemande : Die Sehnsucht jeder Frau (1930). Joseph Schildkraut y prend le rôle de Buck en place de Robert Ames.